# Yūya Tegoshi
Yuya Tegoshi (手越祐也 Tegoshi Yuya, nacido el 11 de noviembre de 1987) es un cantante japonés exmiembro del grupo NEWS y del subgrupo Tegomass.

## Datos
- Educación: Universidad de Waseda, Psicología.
- Se presenta poniendo la palma de su mano derecha frente a su cara, un gesto que le dio Tsuyoshi Domoto en Domoto Kyodai.
- Durante las presentaciones en vivo, le gusta mover su dedo índice en cámara.
- Sus compañeros de grupo a menudo lo describen como alguien "alguien que vive en su mundo".
- Suele salir a menudo con sus compañeros Takahisa Masuda y Keiichiro Koyama.
- Su madre y su abuela son dos grandes admiradoras suyas, de hecho empapelaron la casa de pósteres.
- Él llamó “Massu” a Masuda desde la primera vez que lo vio.
- Es fan de L'arc~en~Ciel
- Es amigo íntimo de Masuda, tanto así que pasan juntos incluso el tiempo libre, entrenan en el mismo gimnasio, viajan juntos en el tren.
- Ha jugado al fútbol durante diez años.
- Normalmente usa lentes de contacto.
- Tiene un perro papillon llamado Tiny. En una ocasión dijo en la J-web que Tiny era una novia suya, cuando en realidad es su perro.
- En una aparición en el programa musical Utaban, a finales del 2007, Tegoshi dijo que su cara cambió tanto con el paso del tiempo que muchos le preguntaron si se había sometido a cirugía plástica, cosa que no ha hecho.
- Tiene licencia de conducir.

## Dramas
- Dekawanko (Nippon Television, 2011)
- Yamato Nadeshiko Shichi Henge(TBS,2010)
- Dareka ga uso wo tsuiteiru(Fuji TV, 2009)
- Shabake (Fuji TV, 2007)
- Hyoten 2006 (TV Asahi, 2006)
- Mi jefe, mi héroe (NTV, 2006)
- Gachi Baka! (TBS, 2006)
- Gekidan Engimono (Fuji TV, 2005)
- Division 1 (Fuji TV, 2005)

## Variety Show
- Sekai no hate made itte Q (Nippon Television, 2007-presente)
- Soukon (Nippon Television, 2009-2010)

## Películas
- Shissou (2005)
- Happy Feet (como doblador) (2007)
- Memoirs of a Teenage Amnesiac (2010)

## Anuncios
- Tongari Corn (con Tsubasa Imai)
- Vermont Curry
- RUSS-K (con NEWS)
- Pokémon Black y White (2010)
- Match (2011)

- Datos: Q1329065